# Ilham Tower
L'Ilham Baru Tower est un gratte-ciel de 274 mètres construit en 2015 à Kuala Lumpur, non loin des célèbres Tours Petronas.